# Brigade nationale de détection et de neutralisation d'explosifs
Pour les articles homonymes, voir BNE.
La Brigade nationale de détection et de neutralisation d'explosifs (arabe : الفوج الوطني للمتفجرات), ou BNE, est une brigade tunisienne dédiée aux opérations de déminage et d'effraction. Elle contribue également à la lutte antiterroriste.
La BNE est basée dans l'enceinte de la direction générale des unités d'intervention à Bouchoucha (Tunis) mais elle est aussi présente dans les grandes villes du pays et dans tous les postes frontaliers. L'accès à l'unité impose des règles très strictes, notamment en ce qui concerne les tests d'aptitude physique, médicaux, psychologiques et psychotechniques ; elle recrute à partir des meilleurs éléments de la police nationale et de spécialistes en chimie et électronique. Les agents ont une double capacité : celle de participer à des interventions armées et celle d'artificiers.

## Historique
La décision de créer une unité d'élite spécialiste de la maîtrise de toute forme de terrorisme, la Brigade antiterrorisme (BAT), est prise en 1977, à la suite de deux événements où le manque de maitrise de la police tunisienne est mis en cause. En 1974, un avion britannique reliant Dubaï à Londres est détourné et forcé à atterrir à l'aéroport de Tunis-Carthage ; un passager allemand est tué à la suite de l'intervention de la police. Deux ans plus tard, un Tunisien prend des otages à l'ambassade de Belgique et menace de se donner la mort.
Après le fiasco de l'intervention de la police lors de la fusillade de Soliman en 2006-2007, le ministère de l'Intérieur est réformé en août 2007, une nouvelle direction étant créée au sein de la direction générale des unités d'intervention de la sûreté nationale : la direction antiterrorisme. L'unité des commandos de la sûreté nationale ainsi que l'unité d'intervention rapide de la sûreté nationale sont fusionnées lors de cette réforme, pour créer la Brigade nationale d'intervention rapide (BNIR). Les artificiers et démineurs de la BAT sont détachés pour créer une brigade indépendante : la BNE.

## Recrutement et formation
Selon les besoins et l'évolution des types de risques et de menaces auxquelles la BNE doit faire face, le recrutement se fait selon des critères très sélectifs. Ses membres étant également des agents d'intervention, comme ceux de la BAT et de la BNIR, leurs formations sont classées selon trois degrés de brevets de spécialité (BS), les examens étant programmés selon les besoins. Lorsqu'une session de recrutement est organisée, cent agents admissibles sont sélectionnés en moyenne par un comité de sages, des officiers gradés.
- BS1 : Il dure entre deux et trois mois, précédés généralement d'un pré-stage de deux à trois semaines avec des exercices extrêmement pénibles de résistance physique et mentale. Le taux de réussite est de 10 à 15 %. Lorsque le nombre de BS1 le permet, le second examen est programmé, l'attente pouvant durer plusieurs années[2].
- BS2 : Il dure entre trois et quatre mois, précédés d'un pré-stage d'exercices physiques et techniques qui peut durer un mois. Le taux de réussite est d'environ 70 % ; les 30 % restants sont généralement éliminés pour cause de blessures physiques ou psychologiques ou à la suite d'un abandon volontaire. Lorsque le nombre de BS2 le permet, le troisième examen est programmé, l'attente pouvant aussi durer plusieurs années[2].
- BS3 : Il dure quatre à six mois, précédés d'un pré-stage d'exercices techniques, de simulations et de parachutisme qui peut durer un mois. Le taux de réussite est d'environ 70 % ; les 30 % restants sont généralement éliminés pour cause de blessures et d'abandon[2].

Un agent est considéré comme opérationnel à partir de l'obtention du BS1. Chaque élément opérationnel suit tout au long de son service des entraînements intensifs et quotidiens et se soumet à un test psychologique et médical tous les six mois ; en cas d'incapacité, l'agent est automatiquement muté vers une autre unité de la police et doit quitter son unité.

## Organisation
La BNE est placée sous l'autorité de la direction antiterrorisme rattachée à la direction générale des unités d'intervention de la sûreté nationale. Elle est appelée à intervenir pour la neutralisation d'explosifs ou avec la BAT et la BNIR.